# Saba Dolok
Saba Dolok is een bestuurslaag in het regentschap Mandailing Natal van de provincie Noord-Sumatra, Indonesië. Saba Dolok telt 924 inwoners (volkstelling 2010).